# Anna Maria Nützel
Anna Maria Nützel von Sündersbühl (geborene Paumgärtner von Holnstein * 9. April 1658 in Nürnberg; † 30. Oktober oder 31. Oktober 1685 ebenda) war eine deutsche Patrizierin und Dichterin des Barock.

## Leben
Anna Maria Nützel wurde als älteste Tochter des Nürnberger Patriziers Johann Paul Paumgärtner von Holnstein, Lonerstadt und Grünsperg (1630–1706), vorderster Losunger der Reichsstadt und Kastellan der Burg, und der ebenfalls aus einer Patrizierfamilie stammenden Maria Magdalena Haller von Hallerstein geboren. Bereits in jungen Jahren zeigte Anna Maria Paumgärtner eine besondere Fertigkeit für „vortrefliche Gedichte“, die sie selber verfasste. Im Jahr 1680 wurde sie in den Pegnesischen Blumenorden aufgenommen, ihr Ordensname dort war Amarillis und ihre Ordensblume der Majoran. Am 14. November 1781 heiratete sie Carl Benedict Nützel von Sündersbühl (1656–1711), Obrist und Kriegsrat des Fränkischen Reichskreises. Anlässlich der Hochzeit veröffentlichte Magnus Daniel Omeis eine Ehrenschrift auf das Ehepaar mit dem Titel Der Nützliche Baumgarten an dem Hoch-feyerlichen Myrten-Fest Des WolEdel-Preißwürdigen Zelinto und Der gleich-WolEdeln / auch an Schönheit des Leibes und Gemüthes fürtrefflichen Pegnitz-Nymfen Amarillis gepflanzet und besungen von Damon. Omeis lobte Nützel als „die zehnde Muse“, bezeichnete sie als „eine Zierde der alleredelsten Jungfern“ und „eine nette Tichterin“. Anna Maria Nützel unterwies auch drei Töchter aus der Familie Pirckheimer in den Künsten sowie in anderen Studien.
Aus der Ehe mit Carl Benedict Nützel gingen zwei Töchter und ein Sohn hervor, die jedoch bereits im Kindesalter verstarben. Anlässlich Anna Maria Nützels frühem Tod im Alter von 27 Jahren verfassten die Mitglieder des Blumenordens Traueroden auf sie, welche Omeis 1704 in einer Sammlung veröffentlichte.

## Werk
Anna Maria Nützel schrieb zahlreiche geistliche und weltliche Gedichte, von denen jedoch nur drei in den Druck gekommen sind. Darunter ist ein Beitrag für ein Hochzeitsgedicht Sigmund von Birkens für Jacob Willibald Haller und Anna Catharina Rieter aus dem Jahr 1680. Ein Sonett Nützels („Kling-Gedicht“) wurde Ferdinand Adam von Pernaus Übersetzung des ersten Bandes der Almahide où l'esclave reine vorangesetzt. In der Sammlung „Betrübte Pegnesis“ (1684) ist ein Trauergedicht von ihr, gewidmet „Floridan“ (Sigmund von Birken), abgedruckt worden. Dieses Trauergedicht besteht aus sieben Strophen und wird beendet mit einer Signatur, die liest: Mit diesen wenigen wolte den frühzeitigen Hintrit des preiswürdigen Floridans wehmütig besingen, Die Blumen-Schäferin Amarillis. Nützel verwendete ihren Ordensnamen Amarillis als Signatur für ihre Gedichte.
Weitere Werke von Nützel sind handschriftlich im Archiv des Pegnesischen Blumenordens überliefert, darunter beispielsweise eine „Elegie über meine Ordensblume Mayoran“, ein „Ringel-Gedicht“ sowie ein Hochzeitsgedicht.